# Spoorlijn Plettenberg - Herscheid
De spoorlijn Plettenberg - Herscheid was een Duitse spoorlijn en was als spoorlijn 2860 onder beheer van DB Netze.

## Geschiedenis
Het traject werd door de Preußische Staatseisenbahnen geopend op 8 juli 1915. In 1965 werd het personenvervoer op de lijn gestaakt, gevolgd door het goederenvervoer tussen Plettenberg Overstapt en Herscheid in 1969. In 1999 werd het laatste gedeelte van de lijn gesloten vervolgens opgebroken.
Sinds 1987 is een gedeelte van het traject in gebruik genomen als museumlijn op meterspoor door de Märkische Museums-Eisenbahn (MME).

## Aansluitingen
In de volgende plaats was er een aansluiting op de volgende spoorlijn:
Plettenberg
DB 2800, spoorlijn tussen Hagen en Haiger